# Lilian Harvey
Lilian Harvey geboren als Lilian Helen Muriel Pape (Londen, 19 januari 1906 - Juan-les-Pins, 27 juli 1968) was een Engels/Duitse actrice, zangeres en danseres.

## Jeugd en opleiding
Lilian Harvey kwam in Londen ter wereld als de dochter van de handelsman Walter Bruno Pape uit Maagdenburg en de Engelse Ethel Pape-Laughton. Naar aanleiding van een langer verblijf in het buitenland kwam hij echter niet als haar biologische vader in aanmerking. Tijdens de Eerste Wereldoorlog was de familie net aanwezig in Maagdenburg en kon toen niet terugkeren naar Engeland. Lilian werd ondergebracht in Zwitserland bij haar tante in Solothurn. In 1923 deed ze eindexamen in haar toenmalige woonplaats Berlijn. Ze bezocht de balletschool van de Deutsche Staatsoper en verkreeg haar eerste betaalde optredens als danseres in Hongarije en Oostenrijk. Toentertijd nam ze de geboortenaam Harvey van haar grootmoeder aan als artiestennaam.

## Carrière
Vanaf die tijd kwam haar carrière in een stroomversnelling. In februari 1924 kreeg ze haar eerste kleine rol in Der Fluch van Robert Land, waarin ze de jonge Joodse Ruth speelde. Ze acteerde in meerdere stomme films en kreeg in de film Leidenschaft (1925) de hoofdrol naast Otto Gebühr. Met Willy Fritsch, met wie ze later nog 11 verdere films draaide, stond ze voor de eerste keer voor de camera in de operetteverfilming van Die keusche Susanne (1926).
In 1930 kwam de uiteindelijke doorbraak, toen ze samen met Willy Fritsch in de romantische komediefilm Liebeswalzer uitgroeiden tot droompaar van de Duitse film. Zelf werd ze volgens de pers gezien als het liefste meisje ter wereld. In de film Der Kongreß tanzt (1931) zong ze in een scene Christels Lied, bekend als Das gibt's nur einmal, dat nog steeds een evergreen is. De daaropvolgende films werden ook in Engeland en Frankrijk gesynchroniseerd, deels vaak meertalig met verschillende partners gedraaid, waardoor Harvey ook in het buitenland bekend werd. Ze werd uitgenodigd naar Hollywood en acteerde daar in vier niet erg succesvolle films. In 1931 kocht ze de villa Villa Asmodée in Juan-les-Pins.
In 1935 keerde Harvey terug naar het inmiddels nationaalsocialistische Duitsland, waar ze nog meerdere succesvolle films draaide, waaronder enkele met haar vriend, de regisseur Paul Martin. Nadat bekend werd, dat ze Joodse collega's ontving in haar huis, werd ze in de gaten gehouden door de Gestapo en werd ze als onbetrouwbaar geclassificeerd. In 1939 emigreerde ze naar Juan-les-Pins in Frankrijk, waar ze haar laatste film Miquette (1940) draaide. Na de Duitse bezetting van Zuid-Frankrijk ging ze in 1942 nogmaals naar Hollywood. Voorheen had ze opgetreden voor Franse soldaten en in Zwitserland in programma's voor verbetering van de oorlogsethiek. In 1943 werd haar door het nazi-regime de Duitse nationaliteit afgenomen.
Na de oorlog in 1946 keerde ze naar Parijs terug. In de daaropvolgende jaren ondernam ze zangtournees door Scandinavië en Egypte. Na haar terugkeer in Duitsland in 1949, waar ze met vreugde werd begroet, nam ze ook theaterrollen aan. Haar theaterdebuut vond echter pas plaats aan het eind van 1961 aan de zijde van Heinz Plate bij het Heidelberger Zimmertheater. Niettemin moest ze vanwege een longziekte voor langere tijd in een sanatorium herstellen.

## Privéleven en overlijden
In 1953 trouwde ze met de Deense theateragent Hartvig Valeur-Larsen, maar dit huwelijk hield slechts stand tot 1955 en werd ontbonden in 1957. Eind 1955/begin 1956 leerde ze tijdens een gastspeltournee door de DDR Else Wirth (1907 tot 2007) kennen, die haar nieuwe levensgezellin en medewerkster werd. Harvey ontving van de Duitse regering een schadevergoeding in de vorm van een uitkering voor haar door het nazi-regime afgenomen vermogen. Lilian Harvey, die tijdens haar leven vaak depressief was en psychisch zeer breekbaar overkwam, overleed op 27 juli 1968 op 61-jarige leeftijd in haar eigen hotel in Juan-les-Pins aan de gevolgen van geelzucht. Ze werd bijgezet op het Cimetière de Rabiac in Antibes. Haar schriftelijke nalatenschap bevindt zich in het archief van de Akademie der Künste in Berlijn.

## Onderscheidingen
- 1965: Goldenes Filmband voor haar verdiensten voor de Duitse film
- 1967: Bambi

## Filmografie
- 1924: Der Fluch
- 1925: Die Motorbraut
- 1925: Leidenschaft
- 1925: Liebe und Trompetenblasen
- 1925: Die kleine vom Bummel
- 1926: Prinzessin Trulala
- 1926: Die keusche Susanne
- 1926: Vater werden ist nicht schwer
- 1927: Die tolle Lola
- 1927: Eheferien
- 1927: Du sollst nicht stehlen
- 1928: Eine Nacht in London
- 1928: Ihr dunkler Punkt
- 1929: Adieu, Mascotte
- 1929: Wenn Du einmal Dein Herz verschenkst
- 1930: Liebeswalzer
- 1930: The Love Waltz (Engelse versie van Liebeswalzer)
- 1930: Hokuspokus
- 1930: The Temporary Widow (Engelse versie van Hokuspokus)
- 1930: Die Drei von der Tankstelle
- 1930: Le chemin du paradis (Franse versie van Die Drei von der Tankstelle)
- 1930: Einbrecher
- 1931: Nie wieder Liebe!
- 1931: Calais – Douvres (Franse versie van Nie wieder Liebe!)
- 1931: Der Kongreß tanzt
- 1931: Le congrès s'amuse (Franse versie van Der Kongreß tanzt)
- 1931: Congress Dances (Engelse versie van Der Kongreß tanzt)
- 1932: Zwei Herzen und ein Schlag

- 1932: La fille et le garçon (Franse versie van Zwei Herzen und ein Schlag)
- 1932: Quick (Duitse en Franse versie)
- 1932: Ein blonder Traum
- 1932: Un rêve blond (Franse versie van Ein blonder Traum)
- 1932: Happy Ever After (Engelse versie van Ein blonder Traum)
- 1933: Ich und die Kaiserin
- 1933: Moi et l'Impératrice (Franse versie van Ich und die Kaiserin)
- 1933: The Only Girl (Engelse versie van Ich und die Kaiserin)
- 1933: Meine Lippen lügen nicht (My Lips Betray)
- 1933: My Weakness
- 1933: I Am Suzanne
- 1935: Let's Live Tonight
- 1935: Invitation to the Waltz
- 1935: Schwarze Rosen
- 1935: Roses noires (Franse versie van Schwarze Rosen)
- 1935: Did I Betray / Black Roses (Engelse versie van Schwarze Rosen)
- 1936: Glückskinder
- 1936: Les gais lurons (Franse versie van Glückskinder)
- 1937: Sieben Ohrfeigen
- 1937: Fanny Elßler
- 1938: Capriccio
- 1939: Castelli in aria
- 1939: Ins blaue Leben (Duitse versie van Castelli in aria)
- 1939: Frau am Steuer
- 1940: Sérénade
- 1940: Miquette et sa mère
- 1958: Das gab's nur einmal (compilatiefilm met Harvey-scenes uit vooroorlogse films)

## Discografie
- 1930 - Liebling, mein Herz läßt dich grüßen (Werner Richard Heymann/Robert Gilbert) uit de geluidsfilm Die drei von der Tankstelle (Regie: Wilhelm Thiele), Lilian Harvey en Willy Fritsch met orkest
- 1930 - Die Zwei von der Zankstelle – Potpourri (bewerkt door Peter Kreuder), Lilian Harvey en Willy Fritsch met het Odeon-Künstler-orkest o.l.v. Peter Kreuder
- 1931 - Christels Lied (Das gibt's nur einmal, das kommt nicht wieder), (Werner Richard Heymann/Robert Gilbert), uit de Ufa-geluidsfilm Der Kongreß tanzt (regie: Erik Charell), Lilian Harvey met orkest
- 1931 - Das gibt's nur einmal, das kommt nicht wieder (Just Once For All Time), (Werner Richard Heymann/Robert Gilbert), uit de Ufa-geluidsfilm Der Kongreß tanzt (regie: Erik Charell), Lilian Harvey met orkest
- 1931 - Du hast mir heimlich die Liebe ins Haus gebracht (Werner R. Heymann/Robert Gilbert) uit de Ufaton-film-operette Ihr Hoheit befiehlt (regie: Hanns Schwarz), Lilian Harvey en Willi Fritsch met orkest o.l.v. dirigent Otto Dobrindt
- 1932 - Irgendwo auf der Welt (Werner Richard Heymann/Robert Gilbert), Lilian Harvey met Ufa-jazzorkest o.l.v. Gérard Jacobsen
- 1932 - Wir zahlen keine Miete mehr (Richard Heymann/Robert Gilbert) uit de geluidsfilm Ein blonder Traum (regie: Paul Martin), Lilian Harvey en Willy Fritsch met orkest
- 1932 - Du wärst was für mich (Muziek: Jean Gilbert/Robert Gilbert) uit de geluidsfilm Zwei Herzen und ein Schlag (regie: Wilhelm Thiele), Lilian Harvey en Willy Fritsch met orkest o.l.v. Otto Dobrindt
- 1936 - Ich wollt', ich wär ein Huhn (Peter Kreuder/Hans Fritz Beckmann) uit de Ufa geluidsfilm Glückskinder (regie: Paul Martin),  Lilian Harvey en Willy Fritsch met het Odeon-dansorkest
- 1937 - Ich tanze mit dir in den Himmel hinein (Friedrich Schröder/Hans Fritz Beckmann) uit de Ufa-geluidsfilm Sieben Ohrfeigen (regie: Paul Martin), Lilian Harvey en Willy Fritsch met het Parlophon-dansorkest o.l.v. Friedrich Schröder
- 1937 - Chinamann (Muziek: F. Schröder/Tekst: H. F. Beckmann) uit de geluidsfilm: Sieben Ohrfeigen (regie: Paul Martin), Lilian Harvey en Willy Fritsch met het Odeon-dansorkest

- Biblioteca Nacional de España: XX1716943
- Bibliothèque nationale de France: cb13895017r (data)
- CiNii: DA16599564
- Gemeinsame Normdatei: 118546473
- International Standard Name Identifier: 0000 0000 5514 6278
- Library of Congress Control Number: no89016915
- Nationale Bibliotheek van Letland: 000115322
- MusicBrainz: e9a66ea5-b924-429d-b3f9-fcb4c9b7e9c9
- Nationale Bibliotheek van Tsjechië: pna2007397487
- Nationale Bibliotheek van Israël: 987007457487905171
- Nationale Bibliotheek van Polen: a0000002570671
- Nederlandse Thesaurus van Auteursnamen: 07371500X
- SNAC: w6cw7j5q
- Système universitaire de documentation: 080226043
- Virtual International Authority File: 56796362
- WorldCat: E39PBJfGYJGqCC3pb4YccyFtKd